# Centropyge
A Centropyge a sugarasúszójú halak (Actinopterygii) osztályának sügéralakúak (Perciformes) rendjébe, ezen belül a Pomacanthidae családjába tartozó nem.

## Rendszerezés
A nembe az alábbi 35 élő faj és 2 fosszilis faj tartozik:
- Centropyge abei Allen, Young & Colin, 2006
- Centropyge acanthops (Norman, 1922)
- kis herceghal (Centropyge argi) Woods & Kanazawa, 1951
- Centropyge aurantia Randall & Wass, 1974
- Centropyge aurantonotus Burgess, 1974
- kétszínű herceghal (Centropyge bicolor) (Bloch, 1787)
- püspöklila császárhal (Centropyge bispinosa) (Günther, 1860)
- Centropyge boylei Pyle & Randall, 1992
- Centropyge cocosensis Shen, Chang, Delrieu-Trottin & Borsa, 2016
- Centropyge colini Smith-Vaniz & Randall, 1974
- Centropyge debelius Pyle, 1990
- Centropyge deborae Shen, Ho & Chang, 2012
- Centropyge eibli Klausewitz, 1963
- Centropyge ferrugata Randall & Burgess, 1972
- Centropyge fisheri (Snyder, 1904)
- Centropyge flavipectoralis Randall & Klausewitz, 1977
- Centropyge flavissima (Cuvier, 1831)
- Centropyge heraldi Woods & Schultz, 1953
- Centropyge hotumatua Randall & Caldwell, 1973
- Centropyge interrupta (Tanaka, 1918)
- Centropyge joculator Smith-Vaniz & Randall, 1974
- lángvörös császárhal (Centropyge loriculus) (Günther, 1874)
- Centropyge multicolor Randall & Wass, 1974
- Centropyge multispinis (Playfair, 1867)
- Centropyge nahackyi Kosaki, 1989
- Centropyge narcosis Pyle & Randall, 1993
- Centropyge nigriocella Woods & Schultz, 1953
- Centropyge nox (Bleeker, 1853)
- Centropyge potteri (Jordan & Metz, 1912)
- Centropyge resplendens Lubbock & Sankey, 1975
- Centropyge shepardi Randall & Yasuda, 1979
- fekete császárhal (Centropyge tibicen) (Cuvier, 1831)
- Centropyge venusta (Yasuda & Tominaga, 1969)
- Centropyge vrolikii (Bleeker, 1853)
- Centropyge woodheadi Kuiter, 1998

- †Centropyge rotthawi Nolf, 1972
- †Centropyge subconvexa Stinton, 1984